# Cercosporella acetosella
Cercosporella acetosella är en svampart som beskrevs av Ellis . Cercosporella acetosella ingår i släktet Cercosporella och familjen Mycosphaerellaceae.   Inga underarter finns listade i Catalogue of Life.